# Tierra de batán

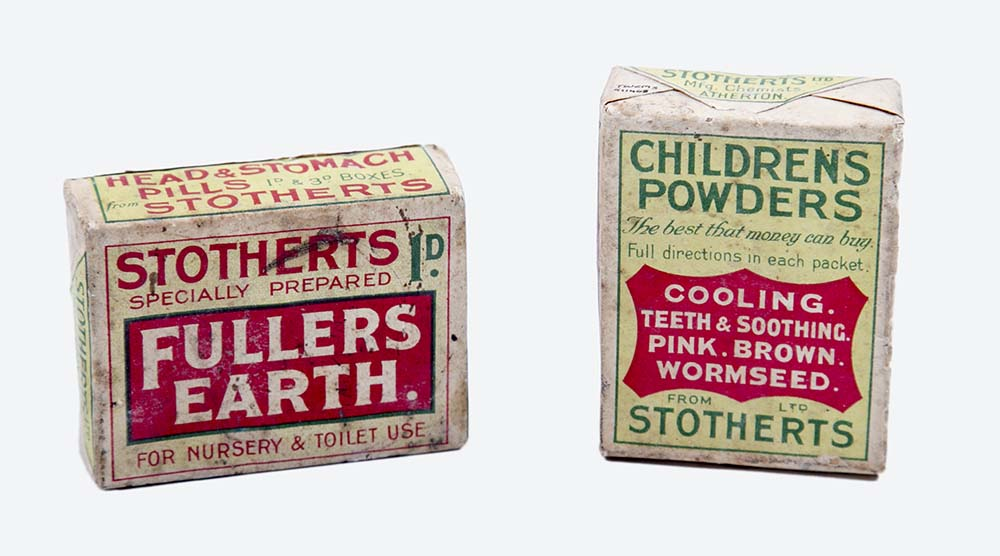
Cajas de tierras de Fuller para uso infantil y sanitario. Fabricadas por Stotherts Ltd, Atherton, Inglaterra, Reino Unido, 1914-18.

Las tierras de batán conocidas también como tierras de Fuller son bentonitas cálcicas de gran poder de absorción y poca plasticidad. Estas arcillas se utilizaban desde la antigüedad con el fin de purificar y abatanar la lana. La denominación de tierras de batán no tiene un significado geológico sino que este término está relacionado con el proceso de batanado que se realiza en una maquinaria denominada batán.

## Características
Las tierras de batán, son bentonitas cálcicas con gran poder de absorción. Éstas son bentonitas pertenecientes al grupo de arcillas de los filosilicatos. Desde el punto de vista petrológico es una roca sedimentaria de origen detrítico y poseen una elevada área superficial y alta capacidad de cambio.

## Usos

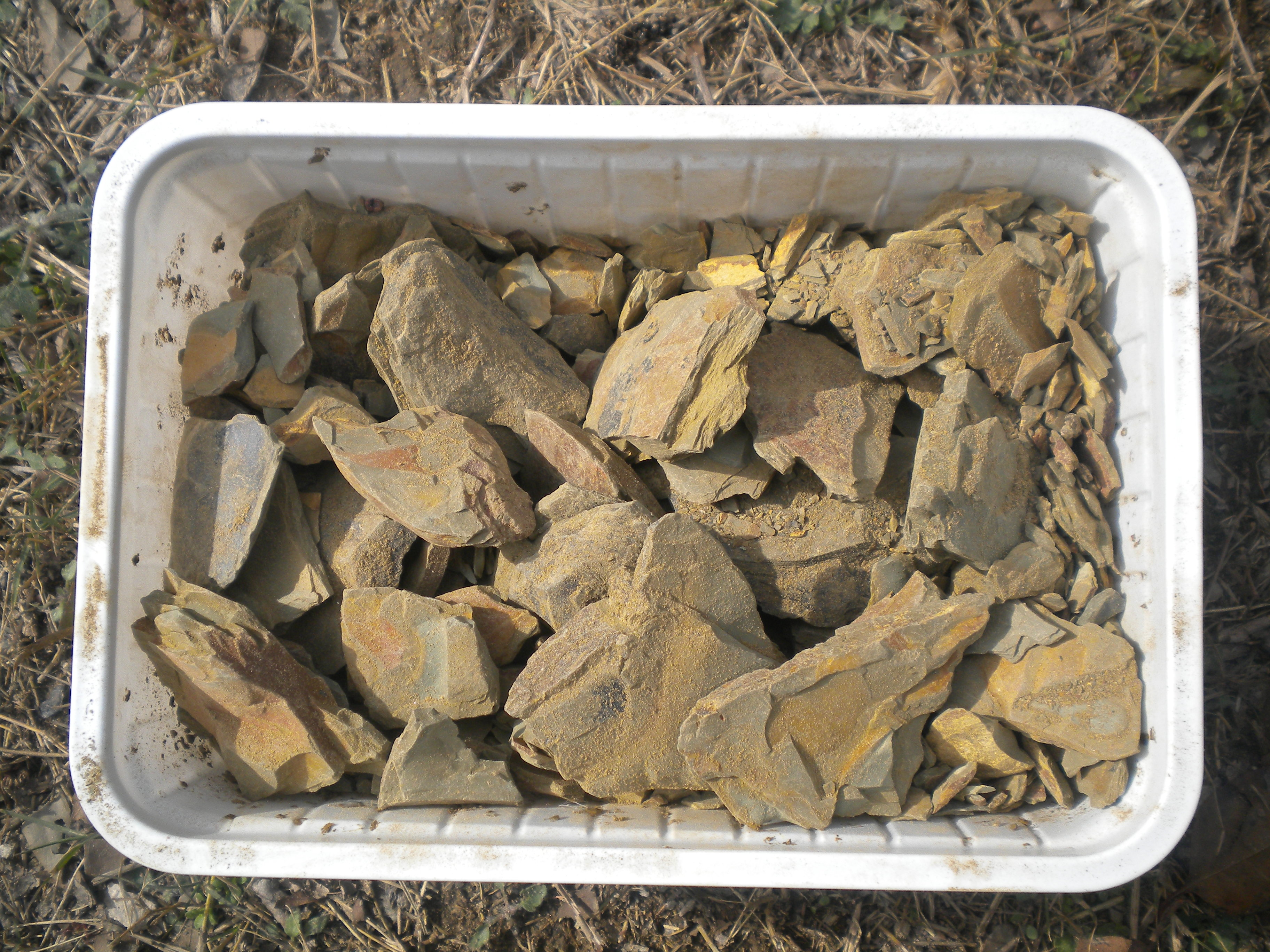
Multani Mitti

Las tierras de batán, gracias a su capacidad de absorción, se usan en cosmética mediante aplicación en emplastes. Las propiedades absorbentes al actuar sobre las grasas de los tejidos, se emplean para combatir el acné. En este campo está muy extendido el uso de la arcilla conocida como Multani Mitti, un tipo de bentonita que se depositó a lo largo de los años en las lagunas de Multán (Pakistán) en una zona conocida del Punjab. También se usan en una de las últimas fases del proceso del bataneo de las pieles con pelo con el objeto de absorber los restos de grasa que permanecen en el tejido.
En España estas arcillas se han denominado como “Tierras jabonosas” y “Tierras de Segovia” empleadas para desengrasar las estofas de lana.  Las Tierras jabonosas son blancas, pardas o amarillentas, tenaces y se ablandan en el agua. Nos servimos de ellas para desengrasar las estofas de lana; y si están mezcladas con piedra caliza se llaman tierra de batanero.

En la literatura y en la Biblia se tienen las primeras noticias sobre ellas.

“Nadie pone remiendo de paño no abatanado” (Marcos 2:21 y Mateo 9:16)

“Y el rey de Asiria envió desde Laquis a Jerusalén a Rebsaces, con gran ejército,  contra el rey Ezequías. Y se colocó junto al acueducto del estanque superior que está en la calzada del campo del Batanero”. (Isaías 36:2)

Como primeras referencias al trabajo de los limpiadores de pieles, lanas y tejidos, en San Marcos 9:3 encontramos: 

“Su ropa se volvió de una blancura resplandeciente, tal como ningún batanero de este mundo sería capaz de blanquearlo”.

En el cuento de  William Goyen, "Puente de música, río de arena" se lee: 

"La gente de ese pueblo pobre vivía en las afueras de un molino inmundo que le soplaba encima algo llamado Tierra Fuller, que era como talco. Esa sustancia estaba en los techos, en el suelo y en los pulmones. Olía agrio y hacía arder los ojos."

Cervantes trae a colación la maquinaria de trabajo de los bataneros: 
"Y eran -si no lo has, oh lector!- por pesadumbre y enojo, sus mazos de batán, que con sus alternativos golpes aquel estruendo provocaban” (Capítulo XX de “Don Quijote de la Mancha”) y "En esto comenzó a llover un poco y quisiera Sancho que se entraran en el molino de los batanes” (Capítulo XXI).
También son utilizadas en el tratamiento de intoxicación con Paraquat.